# Acanella
Genre
Acanella est un genre de cnidaires de la famille des Isididae (constituée de "coraux bambous").

## Liste des espèces
Selon World Register of Marine Species (27 janvier 2021) :
- Acanella africana Kükenthal, 1915
- Acanella arbuscula (Johnson, 1862)
- Acanella aurelia Saucier & France, 2017
- Acanella chiliensis Wright & Studer, 1889
- Acanella dispar Bayer, 1990
- Acanella eburnea (Pourtalès, 1868)
- Acanella furcata Thomson, 1929
- Acanella gregori (Gray, 1870)
- Acanella microspiculata Aurivillius, 1931
- Acanella rigida Wright & Studer, 1889
- Acanella robusta Thomson & Henderson, 1906
- Acanella scarletae Saucier & France, 2017
- Acanella verticillata Kükenthal, 1915
- Acanella weberi Nutting, 1910

Selon BioLib (27 janvier 2021) : une espèce supplémentaire : 
- Acanella japonica Kukenthal, 1915